# José Medina Calderón
José Casildo de las Mercedes Medina Calderón (Soatá, 11 de abril de 1854-24 de julio de 1917) fue un militar y político colombiano. 
Ejerció como gobernador de dicho departamento, de igual forma, durante la Presidencia de José Manuel Marroquín, fue Ministro de tesoro, tras el Decreto número 1130 (del 25 de septiembre de 1901) proferido por este.
En 1909, se desempeñó como Ministro de Guerra del Gobierno de Ramón González Valencia. Durante su mandato como ministro, fortaleció la organización e instrucción del ejército, logró que se aumentara el presupuesto destinado a seguridad y mantuvo en orden la situación pública, turbada por la situación jurídica del depuesto presidente Rafael Reyes. 
A pesar de tener más presupuesto, tuvo que recortar en un tercio los efectivos militares debido a la crisis económica. Hizo un gran esfuerzo por reorganizar el ejército y mantener estable el presupuesto para no tener que incurrir en el reclutamiento militar obligatorio. También fundó la quinta brigada del ejército, parte de la Segunda División del Ejército Nacional.
También fue magistrado de la Corte Suprema de Justicia.